# Avialsa
Avialsa est une entreprise française disparue de fabrication de planeurs. Créée en 1959 en Alsace, elle disparaît en 1995.

## Histoire
Avialsa est créée en 1959 à Haguenau par un groupe de vélivoles  d'abord pour diffuser le Scheibe Spatz-55 puis pour le fabriquer sous licence sous le nom d'Avialsa A60 Fauconnet. Gérard Klein en est le gérant.
Le Fauconnet étant le planeur neuf le moins cher du marché français Avialsa en vendra 155 soit terminés soit sous forme de kit de construction.
En novembre 1963 Scheibe prête un motoplaneur SF 24 Motorspatz pour qu'Avialsa teste le marché français. Le kit de construction sera commercialisé en 1965 mais, malgré le fait qu'il soit éligible aux primes d'achat, il n'aura pas de succès.
On trouve mention d'un A69 Faucon trop complexe pour être produit sous forme de kit. Il s'agit probablement de la version sous licence du Scheibe SF-27 dont la licence de fabrication sera cédée à SLCA qui le produira sous le nom de LCA 10 Topaze.
Avialsa a été placée en liquidation judiciaire le 10 octobre 1988, liquidation close pour insuffisance d'actif le 9 janvier 1995